# جغد خالدار شمالی

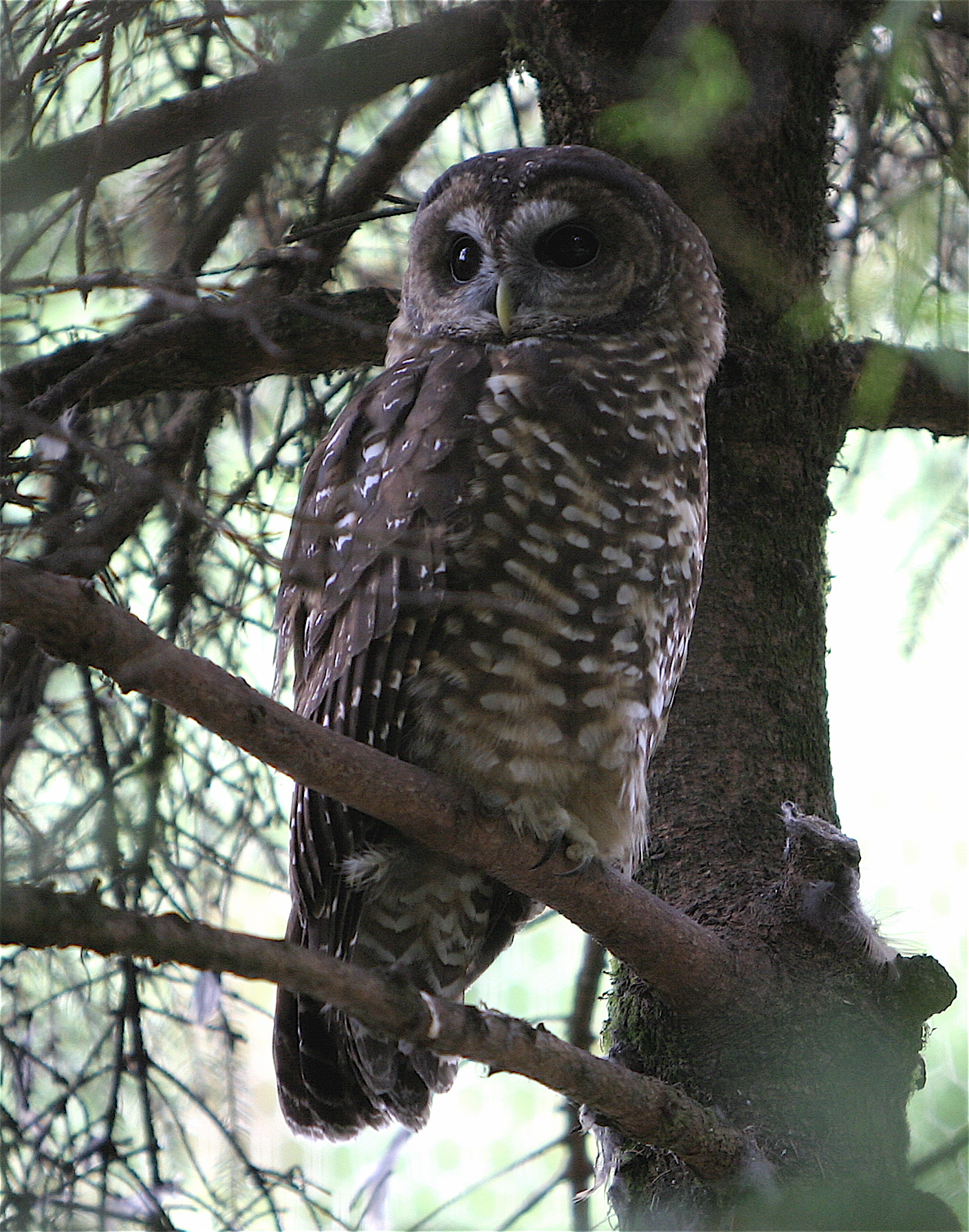
جغد خالدار شمالی، باغ وحش اورگن، پورتلند، اورگن

جغد خالدار شمالی (نام علمی: Strix occidentalis caurina) یکی از سه زیرگونه جغد خالدار است. یک پرنده غربی آمریکای شمالی از خانواده جغدان راستین، سردهٔ جغدهای بی‌گوش، جغد قهوه‌ای تیره با اندازه متوسط بومی شمال غربی اقیانوس آرام است. یک گونه شاخص مهم، جغد خالدار شمالی به دلیل کاهش مداوم جمعیت ناشی از نابودی زیستگاه‌های ناشی از انسان و رقابت با گونه‌های مهاجم، که رقیب اصلی آن جغد نواری است، همچنان در معرض تهدید قرار دارد.
جغد خالدار شمالی عمدتاً در جنگل‌های کهن‌رشد در بخش شمالی محدوده خود (منطقه جنوب غربی کانادا تا جنوب اورگن) و مناظر با ترکیبی از انواع جنگل‌های قدیمی و جوان‌تر در بخش جنوبی محدوده خود (منطقه کلامات و کالیفرنیا) زندگی می‌کند. محدوده این زیرگونه، سواحل اقیانوس آرام از جنوب بریتیش کلمبیا تا شهرستان مارین در شمال کالیفرنیا است.